# Bodegraj
Bodegraj (1900-ig Bodegraje, 1910-től 1991-ig Bodegraji) falu Horvátországban, Bród-Szávamente megyében. Közigazgatásilag Okucsányhoz tartozik.

## Fekvése
Bródtól légvonalban 65, közúton 77 km-re északnyugatra, Pozsegától   légvonalban 39, közúton 48 km-re nyugatra, községközpontjától 1 km-re északnyugatra, a Sloboština-pataktól nyugatra, a Novszkáról Újgradiskára menő főút mentén, Lađevac és Okucsány között  fekszik. Itt halad át a Zágrábból Belgrádra menő vasútvonal.

## Története
A kora középkorban a lesnicai birtok feküdt az akkor Lesnicának, ma Sloboštinának nevezett patak mentén. A Szávától a Lesnica keleti partján a Psunj-hegységig terjedő birtok neve „Leznikmelléke” volt. A birtokot II. András 1210-ben kelt oklevele említi először, melyben a templomosok lovagrendjét megerősíti többek között az egykor Pozsega várához tartozott Lesnissa és Racessan földjeinek birtokában és leírja e földek határait. Az 1332-1337-es pápai tizedjegyzék a Sloboština mellett említi a Szent Katalin, a Szent László és Szűz Mária templomokat. A Bodegraj feletti Vlaislav-hegyen is állt település a középkorban, melyről az 1985-ben és 1986-ban végzett feltárás leletei, főként szürke és okkersárga középkori kerámiatöredékek tanúskodnak. A hegy neve alapján talán a Szent Lászlónak szentelt templom volt a falu temploma. A török 1536 és 1544 között foglalta el ezt a területet. A török uralom idején Boszniából pravoszláv szerbeket telepítettek ide. A térség csak 1687-ben szabadult fel a török uralom alól.
Az első katonai felmérés térképén „Dorf Bodegray” néven található. Lipszky János 1808-ban Budán kiadott repertóriumában „Bodegraje” néven szerepel.  
Nagy Lajos 1829-ben kiadott művében „Bodegraje” néven 49 házzal, 6 katolikus és 255 ortodox vallású lakossal találjuk.  A gradiskai határőrezredhez tartozott, majd a katonai közigazgatás megszüntetése után Pozsega vármegyéhez csatolták. 
1857-ben 634, 1910-ben 747 lakosa volt. Az 1910-es népszámlálás szerint lakosságának 91%-a szerb, 7%-a horvát anyanyelvű volt. Pozsega vármegye Újgradiskai járásának része volt. Az első világháború után 1918-ban az új szerb-horvát-szlovén állam, majd később (1929-ben) Jugoszlávia része lett. 
1991-től a független Horvátországhoz tartozik. 1991-ben lakosságának 92%-a szerb nemzetiségű volt. A délszláv háború során a település már a háború elején 1991 tavaszán szerb ellenőrzés alá került. 1995. május 2-án a „Bljesak-95” hadművelet második napján foglalta vissza a horvát hadsereg. A szerb lakosság legnagyobb része elmenekült. 2011-ben a településnek 392 lakosa volt.

## Lakossága
| Lakosság változása | Lakosság változása | Lakosság változása | Lakosság változása | Lakosság változása | Lakosság változása | Lakosság változása | Lakosság változása | Lakosság változása | Lakosság változása | Lakosság változása | Lakosság változása | Lakosság változása | Lakosság változása | Lakosság változása | Lakosság változása |
| ------------------ | ------------------ | ------------------ | ------------------ | ------------------ | ------------------ | ------------------ | ------------------ | ------------------ | ------------------ | ------------------ | ------------------ | ------------------ | ------------------ | ------------------ | ------------------ |
| 1857               | 1869               | 1880               | 1890               | 1900               | 1910               | 1921               | 1931               | 1948               | 1953               | 1961               | 1971               | 1981               | 1991               | 2001               | 2011               |
| 634                | 506                | 544                | 642                | 691                | 747                | 688                | 850                | 698                | 699                | 713                | 722                | 575                | 562                | 506                | 392                |

## Nevezetességei
A Legszentebb Istenanya mennybevétele tiszteletére szentelt pravoszláv temploma 1790-ben épült, alapfalai még ma is láthatók a temetőben a mai templom közelében. A templomot 1941-ben a borovaci usztasák földig rombolták, építőanyagát 60 borovaci ház építéséhez hordták el. A mai templomot a háború után építették, de az istentiszteleteket a parókia kápolnájában tartják.